# Йосип I Єрусалимський
Йосип I Єрусалимський - єврейський християнський єпископ Єрусалиму у ІІ столітті.
За словами Євсевія Кесарійського, в Єрусалимі було п’ятнадцять єпископів, усі євреї-християни, і він був 14-м у цьому списку. Точні дати Євсевія не вказано, оскільки його єпископство було, ймовірно, у 130-х роках.